# Hans Kuschke
Hans Kuschke (* 25. Februar 1914; † 30. November 2003 in Berlin) war ein deutscher Ruderer, der 1936 eine olympische Bronzemedaille mit dem Achter gewann.
Hans Kuschke ruderte für die Rudergesellschaft Wiking Berlin. Bei der Deutschen Meisterschaft 1936 in Berlin siegte der Achter von Wiking Berlin vor zwei Achtern, die als vereinsübergreifende Rudergemeinschaften für die Olympischen Spiele gebildet worden waren. Damit qualifizierte sich der Achter von Wiking Berlin für die olympische Regatta, die wie die Deutsche Meisterschaft auf der Regattastrecke Berlin-Grünau ausgetragen wurde. Das Boot in der Besetzung Alfred Rieck, Helmut Radach, Hans Kuschke, Heinz Kaufmann, Gerd Völs, Werner Loeckle, Hans-Joachim Hannemann, Herbert Schmidt und Steuermann Wilhelm Mahlow belegte bei der olympischen Regatta im dritten Vorlauf den zweiten Platz hinter dem Boot aus der Schweiz, konnte sich aber als Sieger des ersten Zwischenlaufs für das Finale qualifizieren. Im Endlauf erreichten die ersten drei Boote innerhalb einer Sekunde das Ziel, es gewann das Boot aus den Vereinigten Staaten vor den Italienern und den Deutschen.
Kuschke wechselte später zum Berliner Ruder-Club. 1942 wurde der Vierer ohne Steuermann des Berliner RC in der Besetzung Gerd Völs, Walter Volle, Hans Kuschke und Herbert Schmidt Deutscher Meister. 1943 saßen Schmidt und Kuschke in dem Boot, das die Deutsche Meisterschaft im Achter gewann.